# قبلان مصطفى باشا
قبلان مصطفى باشا سياسي عثماني أصبح والياً على بغداد خلفاً للوالي عبد الرحمن باشا الألباني من 27 صفر 1087 ه‍، إلى 3 رمضان 1088 ه‍، الموافق (10 مايو/آيار 1676م، إلى 29 إكتوبر/تشرين الأول 1677م). وقد جاء في تاريخ محاسن بغداد ان الوزير قبلان مصطفى باشا لقب قبلان وتعني النمر، وكان فعلاً والياً شجاعاً، وهو الذي بنى جامع الشيخ القدوري ومرقده وسمي جامع القبلانية، في سوق السراجين، وذكره عبد الحميد عبادة في كتابه العقد اللامع بآثار بغداد والمساجد والجوامع صفحة 323 وما بعدها، وذكر ان في مصلاه حجرة صغيرة معقودة بالحجارة والجص، وفيها قبر أبي الحسين أحمد بن محمد بن أحمد بن حمدان الفقيه الحنفي المعروف باسم القدوري، المتوفى في بغداد سنة 428 ه‍، وإليه إنتهت رئاسة الحنفية في العراق.